# Adolf Wróbel
Adolf Wróbel (ur. 19 października 1932 w Katowicach, zm. po 1986) – polski hokeista, olimpijczyk z Cortina d’Ampezzo 1956.
Jeden z trzech braci (Antoni, Alfred) uprawiających tę dyscyplinę.
Medalista mistrzostw Polski:
- złoty
  - w latach 1954 – 1957 grając w Legii Warszawa
  - w latach 1958, 1960, 1962, 1965 będąc zawodnikiem Górnika Katowice
- srebrny
  - w roku 1950 grając w Górniku Janów
  - w roku 1952 będąc zawodnikiem Naprzodu Janów
  - w latach 1959, 1961  będąc zawodnikiem Górnika Katowice

Reprezentant Polski w której rozegrał 22 spotkania zdobywając w nich 3 bramki.
Uczestnik mistrzostw świata w 1955 roku, podczas których Polska zajęła 7. miejsce.
Na igrzyskach olimpijskich w 1956 polska reprezentacja z Wróblem w składzie zajęła 8. miejsce. Reprezentował Polskę na dwudziestu spotkaniach.